# Jelcz AP-02
Jelcz AP-02 – przegubowy autobus miejski produkowany w seryjnie latach 1964–1967 przez Jelczańskie Zakłady Samochodowe w Jelczu (obecnie Jelczu-Laskowicach) koło Oławy.

## Historia modelu
Zwiększone zapotrzebowanie na usługi przewozowe ludności polskich miast, a w szczególności Warszawy, wymusiło na przedsiębiorstwach komunikacyjnych zastosowanie autobusów przegubowych dużej pojemności klasy mega. Ze względu na brak w ofercie polskich producentów autobusów tego typu pojazdów ówczesne Miejskie Przedsiębiorstwo Autobusowe w Warszawie w 1962 roku przystąpiło do opracowania konstrukcji i montażu pierwszego w kraju dwuczłonowego autobusu przegubowego oznaczonego jako MPA AP-62. Na miejsce prac wybrano Zakładu Eksploatacji Autobusów „Redutowa”, a pracami kierował ówczesny kierownik tej zakładu Aleksander Wist. Do jego wykonania wykorzystano dwa rozbite autobusy, miejski i dalekobieżny – Jelcz i Škoda 706 RTO MEX Karosa. Jeden człon był z autobusu miejskiego, a drugi z międzymiastowego. W pojeździe stanowiącym sekcję przednią, ucięto za tylną osią ramę oraz zamontowano poprzeczkę czaszy sworznia przegubu, natomiast w autobusie, który stanowił sekcję tylną skrócono ramę z przodu oraz przymocowano do niej uchwyt przegubu. Obydwa człony złączone zostały ze sobą przegubem kulowym, nad którym umieszczono obrotową płytę stanowiącą element łączący dwie sekcje wewnątrz autobusu. W celu poprawienia manewrowości pojazdu w drugim członie zastąpiono oryginalny most tylny osią przednią pochodzącą z francuskiego autobusu Chausson APH 521. Z autobusu Chausson wzięto też drzwi składane, które wstawiono w węższe otwory drzwiowe członów wykonanych z autobusów międzymiastowych. Wnętrze MPA AP-62 przystosowane było do przewozu 142 pasażerów z czego 46 na miejscach siedzących. Łącznie w latach 1962–1963 w Warszawie zmontowano 22 autobusy przegubowe, po czym dokumentację techniczną przekazano do Jelczańskich Zakładów Samochodowych. Zamiast harmonii osłaniającej przegub zastosowano rękawy z płótna namiotowego na gumkach o bardzo niskiej jakości.
W Jelczańskich zakładach konstrukcja modelu MPA AP-62 została udoskonalona oraz wdrożona do produkcji seryjnej w 1964 roku pod oznaczeniem Jelcz AP-02. W stosunku do projektu warszawskiego, w seryjnych pojazdach zmniejszono o 500 kg masę własną oraz zmieniono konfigurację siedzeń, przez co modelem tym mogło podróżować 154 pasażerów z czego 48 na miejscach siedzących. Oba człony były już typu miejskiego. Produkcja modelu Jelcz AP-02 została zakończona w 1967 roku, po wprowadzeniu do oferty zmodernizowanego autobusu przegubowego Jelcz 021.